# Emmett Marshall Owen

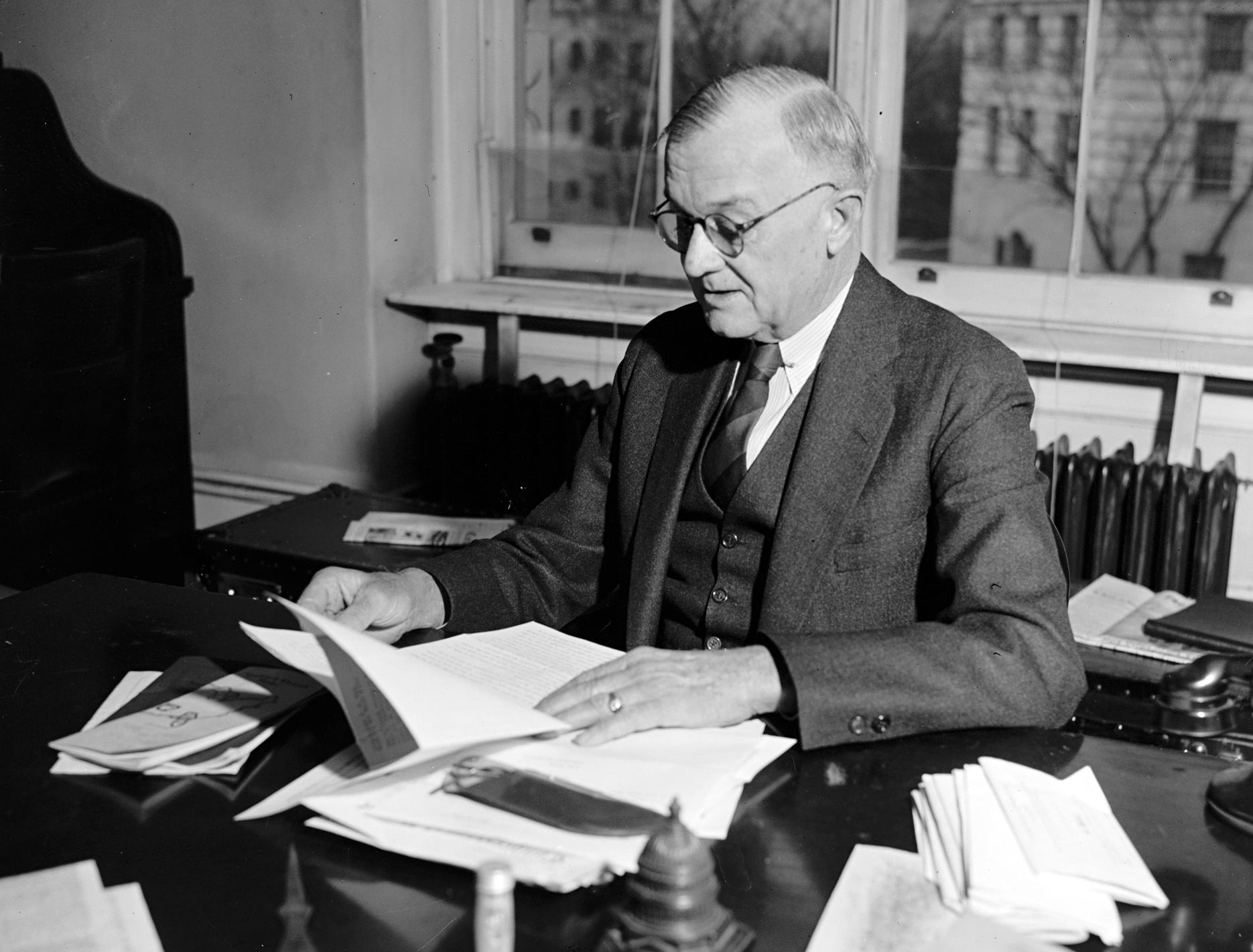
Emmett Marshall Owen

Emmett Marshall Owen (* 19. Oktober 1877 bei Hollonville, Pike County, Georgia; † 21. Juni 1939 in Washington, D.C.) war ein US-amerikanischer Politiker. Zwischen 1933 und 1939 vertrat er den Bundesstaat Georgia im US-Repräsentantenhaus.

## Werdegang
Der auf einer Farm geborene Emmett Owen besuchte zunächst die Hollonville Grammar School und dann bis 1898 das Gordon Institute in Barnesville. Nach einem anschließenden Jurastudium an der University of Georgia in Athens und seiner im Jahr 1902 erfolgten Zulassung als Rechtsanwalt begann er in Zebulon in seinem neuen Beruf zu arbeiten. Zuvor hatte er noch in den Jahren 1901 und 1902 als Lehrer gearbeitet. Neben diesen Tätigkeiten betrieb Owen eine große Pfirsichplantage. Politisch war er Mitglied der Demokratischen Partei. Zwischen 1902 und 1906 saß er als Abgeordneter im Repräsentantenhaus von Georgia. Zwischen 1905 und 1907 war er auch Bürgermeister von Zebulon. Von 1906 bis 1933 war er in verschiedenen Bezirken als Staatsanwalt tätig.
Bei den Kongresswahlen des Jahres 1932 wurde Owen im vierten Wahlbezirk von Georgia in das US-Repräsentantenhaus in Washington gewählt, wo er am 4. März 1933 die Nachfolge von William C. Wright antrat. Nach drei Wiederwahlen konnte er bis zu seinem Tod am 21. Juni 1939 im Kongress verbleiben. Während dieser Zeit wurden dort die meisten der New-Deal-Gesetze der Bundesregierung unter Präsident Franklin D. Roosevelt verabschiedet. Im Jahr 1933 wurde mit dem 21. Verfassungszusatz der 18. Zusatzartikel aus dem Jahr 1919 wieder aufgehoben. Dabei ging es um das Verbot des Handels mit alkoholischen Getränken.
Nach Owens Tod fiel sein Abgeordnetenmandat nach einer Nachwahl an Albert Sidney Camp, der dieses ebenfalls bis zu seinem Tod im Jahr 1954 innehatte.